# ماكوتو أوكازاكي
ماكوتو أوكازاكي (باليابانية: 岡崎 慎) (10 أكتوبر 1998 في طوكيو في اليابان – )؛ هو لاعب كرة قدم ياباني سابق كان يلعب كمدافع.

## وصلات خارجية
- ماكوتو أوكازاكي على موقع رابطة كرة القدم اليابانية للمحترفين (اليابانية)
- ماكوتو أوكازاكي على موقع إي إس بي إن إف سي (الإنجليزية)
- ماكوتو أوكازاكي على موقع قاعدة بيانات كرة القدم.إي يو (الإنجليزية)
- ماكوتو أوكازاكي على موقع Soccerway.com (الإنجليزية)
- ماكوتو أوكازاكي على موقع عالم كرة القدم.نت (الإنجليزية)